# Stelis linsleyi
Stelis linsleyi är en biart som beskrevs av Timberlake 1941. Stelis linsleyi ingår i släktet pansarbin, och familjen buksamlarbin. Inga underarter finns listade i Catalogue of Life.